# Pastinaca panacifolia
Pastinaca panacifolia är en flockblommig växtart som beskrevs av Fisch. och Robert Sweet. Pastinaca panacifolia ingår i släktet palsternackor, och familjen flockblommiga växter. Inga underarter finns listade i Catalogue of Life.